# Мехробод (селище)
Мехробод (тадж. Меҳробод) — селище міського типу (з 1934 року) у складі Согдійського вілояту на півночі Таджикистану. Адміністративний центр Расуловської нохії. До 17 вересня 1935 року — станція Драгомирово. Із 17 вересня 1935 по 8 листопада 2016 року мало назву Пролетарськ (тадж. Пролетар).
Є залізнична станція. Населення складає 16 300 осіб на 1 січня 2019 року.

## Географія
Селище Мехробод знаходиться у центрі Расуловської нохії та є її адміністративним центром. Територія району рівнина, є пагорби та передгір'я при виїзді з кишлаку Хітой. Багато каналів та ариків, вода з яких застосовується для харчових та господарських потреб. Район розташований біля кордону Киргизстану, поблизу киргизьких містечок Сулюкта (Сулукту) та Ісфана. Межує зі Спітаменським та Бободжон-Гафурівськими районами. У район можна в'їхати з дороги Душанбе-Чанак після проїзду селища Дехмой з боку міста Худжанд (адміністративного центру області) або з району Спітамен.
Клімат гарячий, помірний. Влітку температура від +28 до +35° і вище. Взимку в середньому від -2° до -5°. Опади — в середньому 200-300 мм на рік. Фіксуються часті випадки сильного поривчастого вітру.